# Sam J. Jones
Samuel Gerald Jones (n. 12 august, 1954) este un actor american. Născut și crescut în Chicago, a fost starul Flash Gordon.

## Biografie
Jones s-a născut în Chicago.